# Chimarra argax
Chimarra argax är en nattsländeart som beskrevs av Malicky 1989. Chimarra argax ingår i släktet Chimarra och familjen stengömmenattsländor. Inga underarter finns listade i Catalogue of Life.